# Meesia uliginosa
Meesia uliginosa (deutsch Haar-Bruchmoos, Sumpf-Bruchmoos) ist eine Laubmoos-Art aus der Familie Meesiaceae.

## Merkmale
Meesia uliginosa bildet gelblich grüne Rasen, die in tiefen Lagen bis 10 Zentimeter, in den Alpen oft nur um 1 Zentimeter hoch werden. Die Pflanzen sind verzweigt und unten rostrot rhizoidfilzig. Die aufrecht abstehenden bis einseitswendigen Blätter sind bis über 3 Millimeter lang und 0,8 Millimeter breit, schmal zungenförmig bis linealisch und stumpf gespitzt. Die Blattränder sind stark umgerollt. Die sehr breite Rippe endet in der Blattspitze und zeigt im Querschnitt kleine Außen- und größere Innenzellen. Die Blattzellen sind quadratisch bis schmal rechteckig und etwa 10 Mikrometer breit. Die bräunliche, schwach gekrümmte und stumpfdeckelige Sporenkapsel wird von der bis 8 Zentimeter langen Seta über den Moosrasen empor gehoben. Sporen sind fein papillös, gelblich grün und 40 bis 56 Mikrometer groß.

## Standortansprüche und Verbreitung
Das Moos wächst an schattigen, feuchten bis nassen und kalk- oder basenreichen Standorten, besonders auf Humus an Böschungen oder Hanganrissen, unter Krummholz, auf Kalkgestein oder in Flachmooren. In den Alpen – hier ist es die häufigste Art der Gattung – kommt es in Höhenlagen von etwa 700 bis 3000 Metern häufig bis zerstreut vor. In Deutschland kam es früher außerhalb der Alpen im ganzen Gebiet vereinzelt auf geeigneten Moorstandorten vor, ist heute jedoch verschollen, von einem Fund im Erzgebirge aus jüngster Zeit abgesehen.
Weltweit ist die Art zirkumpolar verbreitet.